# Blok wschodni

Blok wschodni na świecie (tzw. Drugi Świat)
zaznaczony kolorem czerwonym

Blok wschodni w Europie
zaznaczony kolorem czerwonym / różowym

Blok wschodni (także: blok komunistyczny, sowiecki, socjalistyczny; państwa socjalistyczne, komunistyczne; demoludy, Ostblok) – potoczne określenie grupy komunistycznych państw Europy Środkowej i Wschodniej, Azji Wschodniej i Azji Południowo-Wschodniej pod dominacją Związku Socjalistycznych Republik Radzieckich w okresie zimnej wojny (1947–1991).
W Europie termin „blok wschodni” obejmował ZSRR i jego państwa satelickie w Układzie Warszawskim i Radzie Wzajemnej Pomocy Gospodarczej (RWPG); w Azji obejmował Socjalistyczną Republikę Wietnamu, Laotańską Republikę Ludowo-Demokratyczną i Ludową Republikę Kampuczy, Koreańską Republikę Ludowo-Demokratyczną, Chińską Republikę Ludową (przed chińsko-sowieckim rozłamem w 1961 roku), od 1961 roku blok komunistyczny obejmował również Republikę Kuby.
Władzę w bloku wschodnim komuniści obejmowali w wyniku rewolucji, interwencji zewnętrznych, fałszowania wyborów lub poprzez zamachy stanu. Ustrój polityczny krajów bloku wschodniego był zazwyczaj przez nie oficjalnie określany jako: „socjalizm” („państwo socjalistyczne”), „demokracja ludowa”, później też jako „realny socjalizm”.

## Historia
Pierwszym państwem, w którym ideologia komunistyczna była oficjalną ideologią państwową, a sposobem sprawowania władzy dyktatura proletariatu, była powstała w wyniku przewrotu bolszewickiego (rewolucji październikowej), po krwawej wojnie domowej lat 1918–1921, Rosyjska Federacyjna Socjalistyczna Republika Radziecka (Rosyjska FSRR). 30 grudnia 1922 Rosyjska FSRR i utworzone przez bolszewików w czasie wojny domowej marionetkowe: Ukraińska Socjalistyczna Republika Radziecka, Białoruska Socjalistyczna Republika Radziecka oraz Zakaukaska Federacyjna Socjalistyczna Republika Radziecka (w skład której wchodziły Gruzińska SRR, Armeńska SRR, Azerbejdżańska SRR) połączone zostały w Związek Socjalistycznych Republik Radzieckich. W 1936 rozwiązano Zakaukaską FSRR, z której wydzielono Armeńską SRR, Azerbejdżańską SRR, i Gruzińską SRR.
W 1924 roku powstała Mołdawska Autonomiczna Socjalistyczna Republika Radziecka.
W 1918 roku Turkiestan Zachodni przekształcono w Turkiestańską Autonomiczną Socjalistyczną Republikę Radziecką. W 1924 Turkiestańską ASRR przekształcono w republiki: Turkmeńską SRR, Uzbecką SRR, Tadżycką ASRR. W 1936 roku status republiki otrzymała Kazachska oraz Kirgiska SRR.
W marcu 1940 ZSRR po agresji na Finlandię uzyskał Karelię. Karelię przekształcono w Karelo-Fińską SRR, która istniała do 1956 roku. W czerwcu 1940 ZSRR okupował, a następnie w sierpniu 1940 anektował kraje bałtyckie, tworząc z nich kolejne republiki radzieckie: Litewską SRR, Łotewską SRR i Estońską SRR. Po dwudziestoczterogodzinnym ultimatum wystosowanym (w konsekwencji ustaleń paktu Ribbentrop-Mołotow) 26 czerwca 1940 wobec rządu Rumunii z żądaniem natychmiastowego opuszczenia terytorium północnej Bukowiny i Besarabii przez wojsko i władze rumuńskie, opuszczone terytorium okupowała po przeprowadzonej w dniach 28 czerwca – 3 lipca 1940 ewakuacji rumuńskiej Armia Czerwona, a następnie 2 sierpnia anektował je ZSRR w formie Mołdawskiej SRR ze stolicą w Kiszyniowie. W konsekwencji II wojny światowej ZSRR zdobył też wschodnią część terytorium Polski, czechosłowacką Ruś Zakarpacką (uzyskaną traktatem z Czechosłowacją w 1945) i północną część Prus Wschodnich, przekształconą w obwód królewiecki – eksklawę Rosyjskiej Federacyjnej SRR.

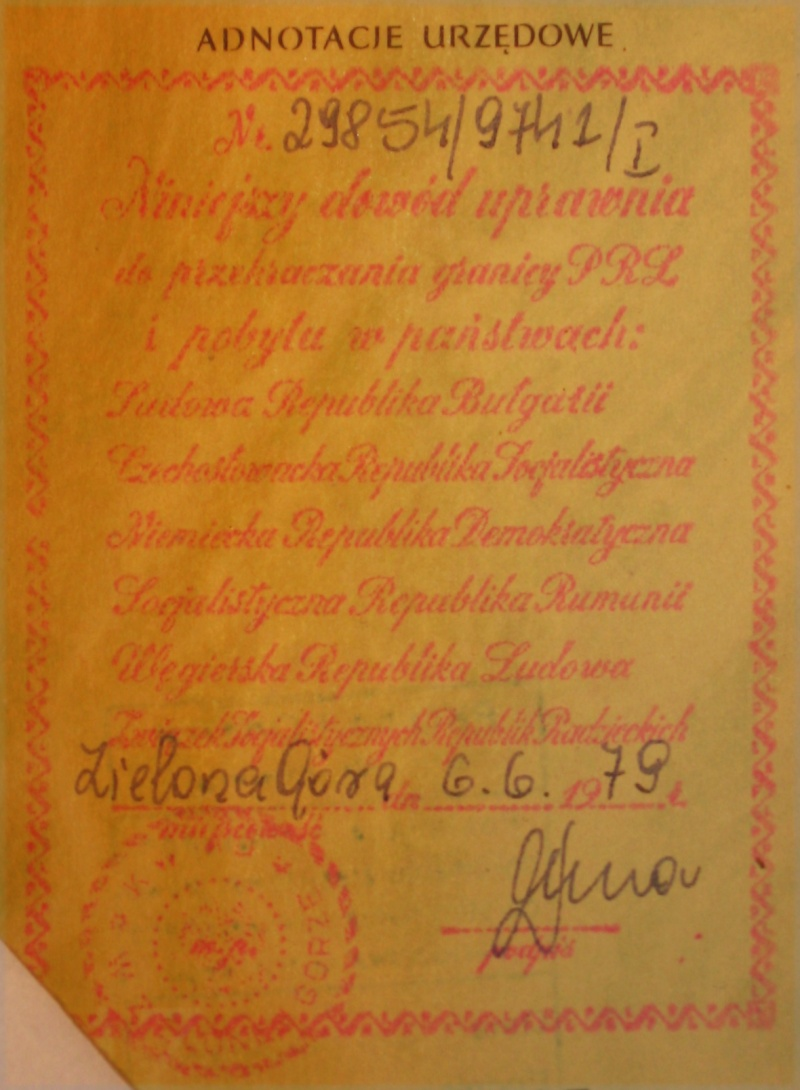
Stempel w dowodzie osobistym zezwalający na przekraczanie granicy PRL i pobyt w części europejskich państw tzw. „demokracji ludowej”

Podczas II wojny światowej Armia Czerwona zajęła szereg państw Europy Środkowej i Wschodniej, co usankcjonowała konferencja jałtańska. W tych państwach przy zachowaniu fasady demokracji parlamentarnej i systemu wielopartyjnego faktyczną władzę oddano partiom komunistycznym i dokonały się w nich następnie podobne jak w ZSRR przekształcenia ustrojowe. Państwa satelickie takie jak NRD, PRL, Czechosłowacja, Węgry, Bułgaria i Rumunia, znajdowały się pod kontrolą ZSRR, ich armie były podporządkowane Moskwie (od 1955 za pośrednictwem struktury Układu Warszawskiego), ZSRR decydował o ich polityce zagranicznej i zasadniczych kierunkach polityki gospodarczej (scentralizowana państwowa gospodarka nakazowo-rozdzielcza z kluczową rolą przemysłu ciężkiego-zbrojeniowego, kolektywizacja rolnictwa). W większości z nich stacjonowała Armia Radziecka, a granice z Europą Zachodnią były pilnie strzeżone. Zewnętrzne granice terenów kontrolowanych przez ZSRR nazwano „żelazną kurtyną”. Termin ten pochodzi z przemówienia Winstona Churchilla wygłoszonego w Fulton w marcu 1946 roku. Przemówienie Churchilla, wzywające Stany Zjednoczone do przeciwstawienia się polityce Józefa Stalina jest uznawane za początek zimnej wojny. Niezależność od Moskwy zachowała Jugosławia i Albania – w tych krajach komuniści doszli do władzy bez pomocy Armii Czerwonej.
„Rewolucja ludowo-demokratyczna” została wyeksportowana także w inne części świata. Już od 1924 istniała podporządkowana ZSRR Mongolska Republika Ludowa. W 1949 proklamowano Chińską Republikę Ludową. Inne azjatyckie państwa socjalistyczne to Korea Północna (od 1948) i Wietnam Północny (od 1945). Na półkuli zachodniej rewolucja kubańska w 1959 zaprowadziła na Kubie komunizm.
Koniec lat 80. to rozpad bloku socjalistycznego. Byłe państwa realnego socjalizmu zerwały z dawnym ustrojem i przeprowadziły reformy zmierzające do demokratyzacji i zmiany gospodarki centralnie-planowanej na wolnorynkową (zob. Jesień Ludów). W latach 90. ZSRR, Czechosłowacja i Jugosławia rozpadły się, zaś Niemiecka Republika Demokratyczna i Republika Federalna Niemiec połączyły. Większość państw europejskich skierowała swoją politykę na współpracę z UE i NATO. Władza komunistyczna utrzymała się w Chinach, Wietnamie, Laosie, Korei Północnej oraz na Kubie.

## Demoludy
Potoczne określenie państw bloku wschodniego. Zazwyczaj nie zaliczano do tej grupy Jugosławii, która pod rządami Josipa Broz-Tity nie współpracowała z ZSRR (kryzys jugosłowiański). Niekiedy wyłączano z tej grupy także Chińską Republikę Ludową i Albanię, skonfliktowane z breżniewowskim ZSRR i przywódcami KPZR (rozłam radziecko-chiński, rozłam radziecko-albański).
Pojęcie „demoludy” odnosiło się do krajów satelickich wobec ZSRR – „wypaczone demokracje”. Nie jest zasadne używanie tego pojęcia w stosunku do byłych republik radzieckich, gdyż wtedy stanowiły one część ZSRR.